# Toy Story 3: The Video Game
Disney / Pixar Toy Story 3 es un videojuego de plataformas basado en la versión de la película Toy Story 3. El juego fue publicado por Disney Interactive Studios y desarrollado por Avalanche Software. El juego fue anunciado en Norteamérica el 15 de junio de 2010. Este es el primer juego basado en una película por Pixar Animation Studios y publicado enteramente por Disney Interactive Studios desde el videojuego de A Bug's Life. Antes los juegos de películas de Disney/Pixar tuvieron que estar en conjunción primero con Activision y después con THQ. Toy Story 3: The Video Game es la secuela del segundo videojuego quien fue basado en la segunda película en la franquicia. Muchas de las voces del elenco de la película regresaron para retomar sus caracteres con la excepción de Tom Hanks (Woody) y Tim Allen (Buzz) respectivamente (Jim Hanks regresó para la voz de Woody del anterior juego y Stephen Stanton para la voz de Buzz).
El juego también contiene un contenido exclusivo para la versión del PlayStation 3.
El juego también ya está disponible para los celulares y además, para el iPhone y el iPad.

## Jugabilidad
Toy Story 3: The Video Game es una plataforma, con jugadores capaces para jugar en cualquier personaje como el comisario Woody, Buzz Lightyear o Jessie. Woody puede usar su cuerda de látigo para balancearse de un lado a otro en ciertas áreas, Buzz puede volar con otros caracteres de largas distancias y Jessie es la más ágil y puede balancearse en pequeñas plataformas. Ciertos niveles requieren a los jugadores de intercambiar en medio de los niveles. Aquí hay dos modos de menú, Historia y Caja de Juguetes. El modo Historia consiste de ocho niveles y sigue los eventos de la película (donde bien la introducción de la secuencia del juego del Toy Story 2. En el modo Caja de Juguetes, los jugadores pueden crear y diseñar niveles y llenarlos con inhabitantes y misiones. Por completar varios objetivos con este modo, los jugadores pueden reportar dinero para desbloquear nuevos objetos y expandir su ciudad. Algunos de los objetos son reportados al incluir personajes de otras franquicias de Disney/Pixar.
El videojuego comienza con Woody en medio del desierto, encontrándose con Hamm (Llamado Chuleta de Cerdo, por ser villano) con amenazando a lanzar el tren de los huérfanos al vacío, entonces con tiro al blanco y Woody los vas a rescatar, de ahí se descubre que era un juego de Andy, la cámara cambia y aparecen en la casa de Bonnie, Rex , Slinky y Hamm les cuentan a los anteriores juguetes de Bonnie como llegaron a ahí ( con tanto partes importantes, como el rescate del tren) en un tablero, donde se ven los niveles , al terminar el rodeo, tienes 3 opciones, ir al rodeo de woody (toy box, donde te dan misiones) ir a la casa de Andy o volver a hacer el rescate de tren . Te van dando más niveles

## Reparto
| Personajes                    | Actores Originales Estados Unidos | Doblaje de Hispanoamérica                                       | Actores de Doblaje España |
| ----------------------------- | --------------------------------- | --------------------------------------------------------------- | ------------------------- |
| Aliens                        | -                                 | Raúl Aldana                                                     | Aitor González            |
| Andy Davis (Adolescente)      | John Morris                       | Memo Aponte Jr.                                                 | Raúl Rojo                 |
| Bonnie Anderson               | Emily Hahn                        | Jimena Flores Arellano                                          | Ana Esther Alborg         |
| Buzz Lightyear                | Stephen Stanton                   | José Luis Orozco                                                | Luis Manuel Martín Díaz   |
| Chunk/Chatarra                | Jack Angel                        | Armando Réndiz                                                  | Rafael Azcárraga          |
| Sparks/Chispas                | Jan Rabson                        | Mario Filio                                                     | Iván Jara                 |
| Dolly                         | Bonnie Hunt                       | Olivia Luna                                                     | Conchi López              |
| Emperador Zurg                | James Patrick Stuart              | Rubén Moya                                                      | Pepe Mediavilla           |
| Guisantes                     | Charlie Bright                    | Emiliano Ugarte Andrea Rebeca Gómez Arias Matías Quintana Ortíz | Patricia Rada             |
| Ham                           | John Ratzenberger                 | Arturo Mercado                                                  | Claudi García             |
| Jessie Yodeling               | Joan Cusack                       | Alma Wilhelem                                                   | Nuria Trifol              |
| Lotso                         | Ned Beatty                        | Octavio Rojas                                                   | Carlos Kaniowsky          |
| Twitch/Mantis Man             | John Cygan                        | César Filio                                                     | Paco Vaquero              |
| Buttercup/Pony                | Jeff Garlin                       | Mario Filio                                                     | Chema Lara                |
| Sr. Espinas/Púas              | Timothy Dalton                    | Moisés Palacios                                                 | David García Vázquez      |
| Rex                           | Wallace Shawn                     | Jesús Barrero                                                   | Pep Sais                  |
| Sargento                      | Lee Ermey                         | Eduardo Giaccardi                                               | Jorge García Insúa        |
| Slinky                        | Blake Clark                       | Carlos del Campo                                                | Ricky Coello              |
| Soldado                       | -                                 | Mario Filio                                                     | Juan Antonio Sáinz Maza   |
| Sr. Cara de Papa/Sr. Patata   | Don Rickles                       | Jesse Conde                                                     | Miguel Ángel Jenner       |
| Sra. Cara de Papa/Sra. Patata | -                                 | María Santander                                                 | Ana Ángeles García        |
| Trixie                        | Kristen Schaal                    | Carla Medina                                                    | Blanca Hualde             |
| Woody Pride                   | Jim Hanks                         | Arturo Mercado Jr.                                              | Artur Palomo              |

### Contenido exclusivo de la PlayStation 3
La versión de la PlayStation 3 del juego caracteriza un contenido exclusivo como la habilidad al jugar con el Emperador Zurg en adición con Buzz, Woody y Jessie, completar con tener el plato de las únicas misiones. Los jugadores pueden conducir alrededor en el diseño del vehículo de Zurg donde bien es explosivo en los enemigos usando su triple arma, donde el menú de objetivos es en eliminar a Buzz Lightyear sin embargo los jugadores son libres a cualquier más ellos tienen. En adición el juego tiene la característica de la compatibilidad con el controlador físico del PlayStation Move y aquí también descargar minijuegos diseñados específicamente para el Move y puede ser descargable para ser gratis del PlayStation Store en 2010.

## Recepción
Toy Story 3: The Video Game fue recibido con críticas generalmente positivas. IGN puntuó a las versiones de la Xbox 360 y PS3 un 8.0, mientras que la versión del Wii lo puntuó con un 7.5. Gamespot 7.0 para la Xbox 360 y PS3. El Official Nintendo Magazine puntuó a las versiones del Wii y DS un 80% diciendo que el juego fue uno de los más amables pero con la actuación horrenda de la voz mientras los contrastes con la crítica de IGN, quien dijo que la actuación de la voz fue "superb". Nintendo Power le dio a la versión del Wii un 7.5, llamándolo como "sorprendentemente divertido", mientras Game Informer le dio a las versiones de la Xbox 360,Wii y PS3 un 8 y la versión del PS2 un 6/10, siendo la puntuación más baja del juego. GI criticó a la versión de PS2 para los malos pasos gráficos y "ningún modo de Toy Box" (vs. la versión de la Xbox 360,PS3 y Wii) donde en esta versión "las misiones son demasiados repetitivos, la diseñación es árido y sólo para un jugador, saliendo en este lugar y un constante trabajo de traer objetos." Esto no es confirmado exactamente porque el juego es diferente en la PS2.